# Hamerský buk
Hamerský buk je památný strom nad vsí Hamry u Hojsovy Stráže na Šumavě v okrese Klatovy. Buk lesní (Fagus sylvatica) rostoucí v nadmořské výšce 850  poblíž kapličky znovuvybudované roku 1993 leží na modré turistické trase při cestě na Zadní Hamry. Obvod jeho kmene je 421 cm a dosahuje výšky 28 m (měření 2003). Chráněn je od roku 1985 pro svůj vzrůst a jako krajinná dominanta.